# 黒木亮
黒木 亮（くろき りょう、1957年 - ）は、日本の小説家。本名は金山 雅之（かなやま まさゆき）。

## 経歴

### 生い立ち - 陸上競技
北海道赤平市生まれ。生後7ヶ月で雨竜郡秩父別町の神社に養子に出され、養父母のもとで育つ。北海道立深川西高等学校、早稲田大学法学部を卒業。
中学時代全道中学陸上選手権2000ｍで優勝、1500ｍで日本中学ランキング5位。高校1年時に全道高校陸上の5000ｍで3位に入賞し、全国高校総体5000メートルに出場。高校1年の冬に左足首の骨端線を傷め、その後3年間走れず、大学へは一般入試で入学。1年時に怪我を治し、2年生になる直前に競走部に入部。箱根駅伝には2年連続出場し、第55回大会（1979年）では、3区のランナーとして2区の瀬古利彦からトップで襷を受け取り、首位のまま4区へ繋いだ。大学4年時には20kmで1時間1分58秒8の道路北海道新記録も出している。
30歳になって知った実父は明治大学のランナーとして4年連続で箱根駅伝を走った田中久夫で、第23回大会（1947年）では10区を走り優勝のテープを切っている。また、黒木、実父ともに大学3年で3区、4年で8区を走った。実父との再会、競走部時代の瀬古や中村清監督のエピソード、自らの陸上競技人生に関しては自伝ノンフィクション『冬の喝采』に詳しい。

### 銀行員 - 小説家
大学卒業後、三和銀行に入行。津田沼支店、国内アラビア語研修（半年間）、横浜支店に勤務後、同行の海外派遣制度でカイロ・アメリカン大学に留学し、上級アラビア語コースを修了した後、大学院で修士号（中東研究科）を取得。日本に帰国し、日本橋支店勤務を経て、1988年から同行ロンドン支店国際金融課でトルコ・中東・アフリカ向けの国際協調融資、航空機ファイナンス、貿易金融、プロジェクト・ファイナンスなどに6年間携わる。この頃から中近東、アフリカへ出張する際の長距離フライトの機内などで、国際金融の現場での出来事をノートに書き留め、数年後に原稿をいくつかの出版社に持ち込んだところ学生社から本名の金山雅之名義でエッセイ集として発売された。
その後、ロンドンの証券会社を経て、三菱商事ロンドン現地法人に入社。同社でプロジェクト金融部長を務めながら2000年10月に上梓した国際金融小説『トップ・レフト』で小説家としてデビュー。2003年に専業作家となる。1988年以来ロンドン在住。

## 著書
- 『国際銀行マンロンドン発』: My word is my bond』金山雅之 著. 学生社, 1993.7
- 『ロンドン国際金融の仕掛人』金山雅之 著. 学生社, 1998.3
- 『トップ・レフト：ウォール街の鷲を撃て：長編国際経済小説』(2000年、祥伝社。角川文庫、2005年)
- 『虚栄の黒船：小説エンロン』（2002年、プレジデント社）『青い蜃気楼：小説エンロン』(2003年、角川文庫)
- 『アジアの隼』(2002年、祥伝社。2004年、文庫化)
- 『シルクロードの滑走路』(2005年、文藝春秋。角川文庫、2009年)
- 『巨大投資銀行』(上下巻、2005年、ダイヤモンド社。角川文庫、2008年)
- 『カラ売り屋』(2007年、講談社。2009年に文庫化)
- 『貸し込み』(上下巻、2007年、角川書店) 日経文芸文庫、2015
- 『エネルギー』(上下巻、2008年、日経BP社。講談社文庫、2010年)
- 『冬の喝采』（2008年、講談社。　『冬の喝采：運命の箱根駅伝』幻冬舎文庫、2013年）
- 『リストラ屋』(2009年、講談社。「ザ・コストカッター」角川文庫)
- 『排出権商人』(2009年、講談社。角川文庫、2011年)
- 『トリプルA：小説格付会社』（上下巻、2010年、日経BP社。幻冬舎文庫、2012年）
- 『獅子のごとく：小説投資銀行日本人パートナー』（2010年、講談社。幻冬舎文庫、2013年）
- 『リスクは金なり』（2011年、講談社文庫、エッセイ集）
- 『赤い三日月：小説ソブリン債務』（上下巻、2011年、毎日新聞社）幻冬舎文庫、2014
- 『鉄のあけぼの』（上下巻、2012年、毎日新聞社）のち日経文芸文庫　角川文庫
- 『法服の王国：小説裁判官』（上下巻 2013年、産経新聞出版）岩波現代文庫、2016
- 『対米交渉人』（毎日新聞社『本の時間』で連載終了）
- 『ザ・原発所長』（2015年、朝日新聞出版）のち幻冬舎文庫
- 『世界をこの目で』（2015年、毎日新聞出版。角川文庫、2018年）エッセイ集。
- 『国家とハイエナ』（2016年、幻冬舎。2019年文庫化）
- 『島のエアライン』（上下巻 2018年、毎日新聞出版）[7]
- 『アパレル興亡』（2020年、岩波書店、2024年、集英社文庫）
- 『カラ売り屋、日本上陸』（2020年、角川書店、2024年、角川文庫）
- 『カラ売り屋vs仮想通貨』（2021年、角川書店）
- 『兜町（しま）の男　清水一行と日本経済の80年』（2022年、毎日新聞出版）
- 『メイク・バンカブル！ イギリス国際金融浪漫』（2023年、集英社）
- 『地球行商人 味の素グリーンベレー』（2023年、中央公論新社）
- 『カラ売り屋シリーズ〜マネーモンスター』（2024年、幻冬舎）